# Vladimer Dvalisjvili
Vladimer Dvalisjvili (georgiska: ვლადიმერ დვალიშვილი), född 20 april 1986 i Tbilisi, är en georgisk fotbollsspelare (anfallare) som spelar för FK Atyrau i Premjer Ligasy. Han har tidigare spelat i tre georgiska klubbar, i Lettland och i Israel. Han debuterade för Georgiens herrlandslag i fotboll år 2009, och han har dessförinnan även spelat i landets U17-, U19- och U21-herrlandslag.
Dvalisjvili har lyckats vinna den georgiska ligan, Umaghlesi Liga, två gånger. Säsongen 2004/2005 blev han mästare med FK Dinamo Tbilisi och säsongen 2006/2007 med Olimpi Rustavi. Han vann även under sin tid i Maccabi Haifa den israeliska ligan en gång, säsongen 2010/2011.